# Shahrestān di Sahneh
Lo shahrestān di Sahneh (farsi شهرستان صحنه) è uno dei 14 shahrestān della provincia di Kermanshah, il capoluogo è Sahneh. Lo shahrestān è suddiviso in 2 circoscrizioni (bakhsh): 
- Centrale (بخش مرکزی)
- Dinavar (بخش دینور)